# Kometenfalter

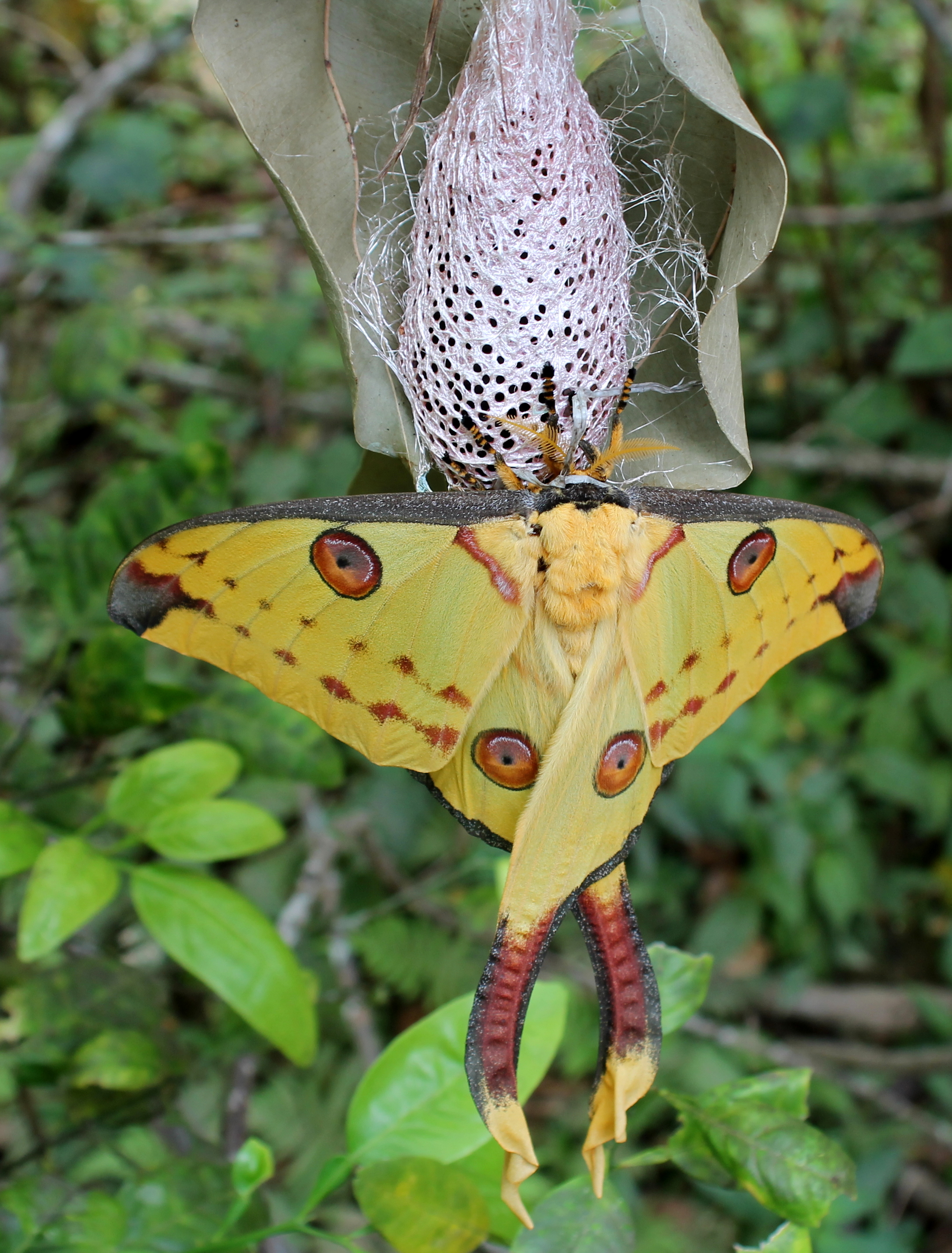
Weibchen am Kokon
im Réserve Peyrieras

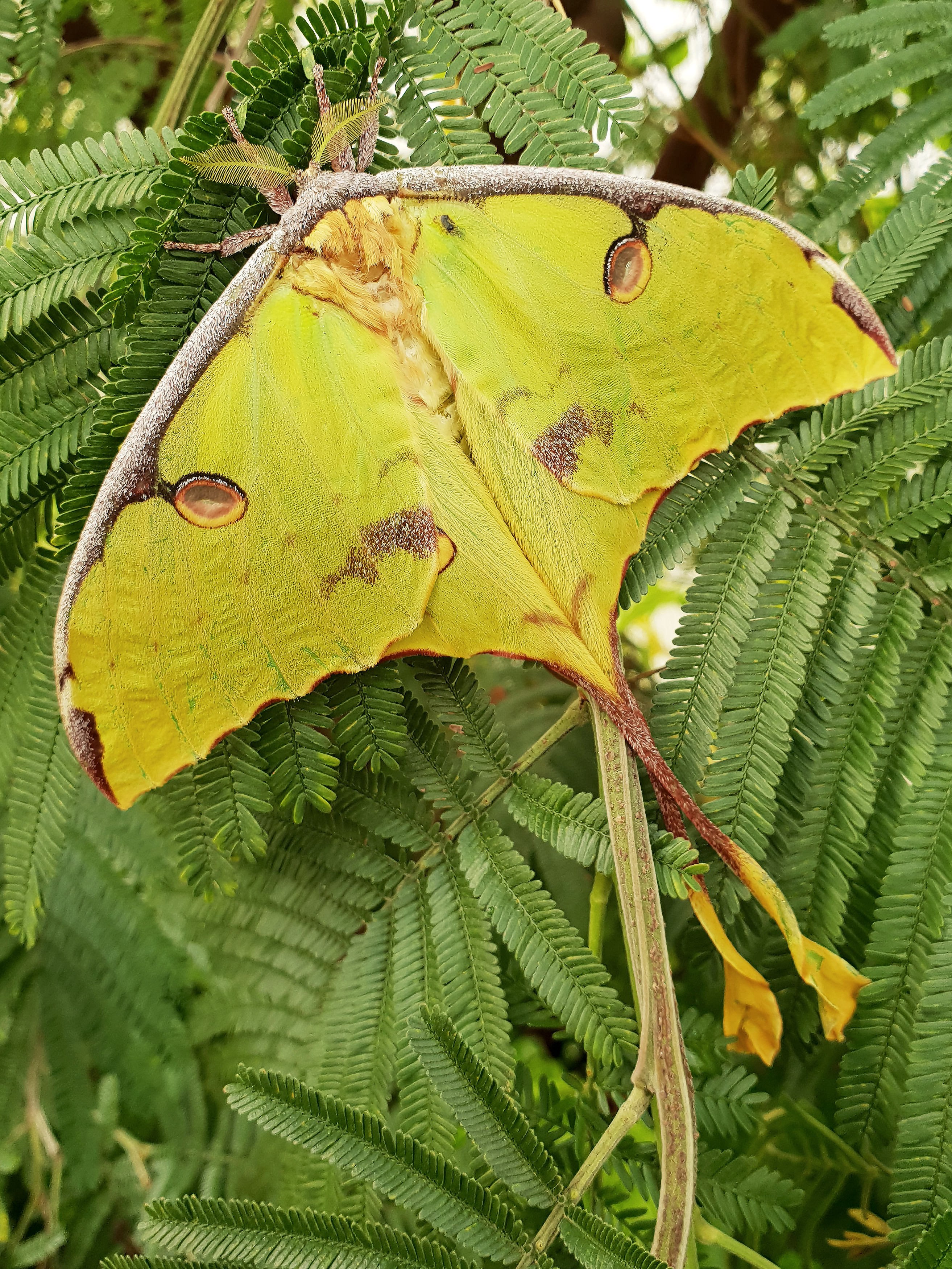
Argema mimosae, Männchen

Der Kometenfalter (Argema mittrei) (Synonym: Actias mittrei), auch bekannt als Kometenmotte oder Kometenschmetterling, ist ein endemisch auf Madagaskar vorkommender Schmetterling aus der Familie der Pfauenspinner (Saturniidae).

## Beschreibung

### Falter
Die Falter erreichen eine Flügelspannweite von 140 bis 160 Millimetern. Sie zählen damit zu den größten Schmetterlingen weltweit. Die Weibchen sind etwas größer als die Männchen. Zwischen den Geschlechtern besteht ein leichter Sexualdimorphismus. Dieser drückt sich im Wesentlichen durch die Länge der Schwänze der Hinterflügel aus. Bei den Männchen sind diese bis zu 130 Millimeter lang, bei den Weibchen kürzer. Die Färbung und Zeichnung ist bei beiden Geschlechtern ähnlich. Auf den Vorderflügeln heben sich zwei in Punkte aufgelöste rotbraune Querlinien ab. Je ein brauner, schwarz gekernter Augenfleck befindet sich auf den Vorder- und Hinterflügeln. Der Bereich um den Apex der Vorderflügel ist rotbraun bis schwarzbraun, der Vorderrand ist rotbraun. Die Schwänze sind ebenfalls rotbraun gefärbt und enden in einem gelben Farbton und einer löffelartigen Form. Die Fühler der Männchen haben eine sehr lange und deutliche Kammzähnung, die bei den Weibchen schwächer ausgebildet ist. Ein  Saugrüssel fehlt.

### Raupe
Ausgewachsene Raupen sind gelbgrün bis grasgrün gefärbt. Hinter jedem Körpersegment zeigen sie gelbliche Einschnürungen. An den Seiten heben sich hellgelbe Stigmen ab. Der Rückenbereich ist mit einigen kurzen hellen Haaren versehen.

### Ähnliche Arten
Die etwas kleinere Pfauenspinnerart Argema mimosae ähnelt dem Kometenfalter in ihrem äußeren Erscheinungsbild. Da diese Art jedoch nicht auf Madagaskar vorkommt, gibt es keine geographische Überlappung der beiden Arten.

## Verbreitung und Lebensraum
Der Kometenfalter kommt ausschließlich auf Madagaskar vor. Er besiedelt dort Regenwälder.
Wegen der Attraktivität der Falter werden diese in einigen Schmetterlingszoos auf verschiedenen Kontinenten ausgestellt und auch Zuchten durchgeführt.

## Lebensweise
Obwohl der Kometenfalter sehr groß und auffällig sind, ist über ihre Lebensweise nur wenig bekannt. Nachts können sie mit künstlichen Lichtquellen angelockt werden. Die Raupen ernähren sich von den Blättern von Kirschmyrten- (Eugenia) und Weinmannia-Arten. Vor der Verpuppung spinnt die Raupe einen Kokon aus silberweißen Seidenfäden. Der Kokon hat zahlreiche Löcher, die verhindern, dass die Puppen im fast täglich auftretenden Regen geschädigt werden und das Regenwasser immer gut ablaufen kann. Nach dem Schlüpfen warten die Weibchen auf ihrem Kokon darauf, dass die Männchen zur Paarung erscheinen und legen zuweilen einen Teil der Eier dann auf dem Kokon ab. Im Rahmen einer Studie wurden Möglichkeiten untersucht, wie die Produktion von Wildseide verbessert werden kann und ob neue Arten von Seide als ein wirtschaftliches Mittel zum Schutz der Biodiversität in Madagaskar führen könnte. Dabei wurde festgestellt, dass die Raupen eine vergleichsweise große Menge an Seide für einen Kokon spinnen. Für eine wirtschaftliche Gewinnung kommt die Seide dieser Art jedoch nicht in Betracht.

## Würdigung
Auf der Rückseite des 5000 Fmg-Scheins, der alten madegassischen Währung Franc Malagasy, wurde der Name der madegassischen Nationalbank BANKI FOIBEN'I MADAGASIKARA von zwei Kometenfaltern flankiert.